# گواعوت

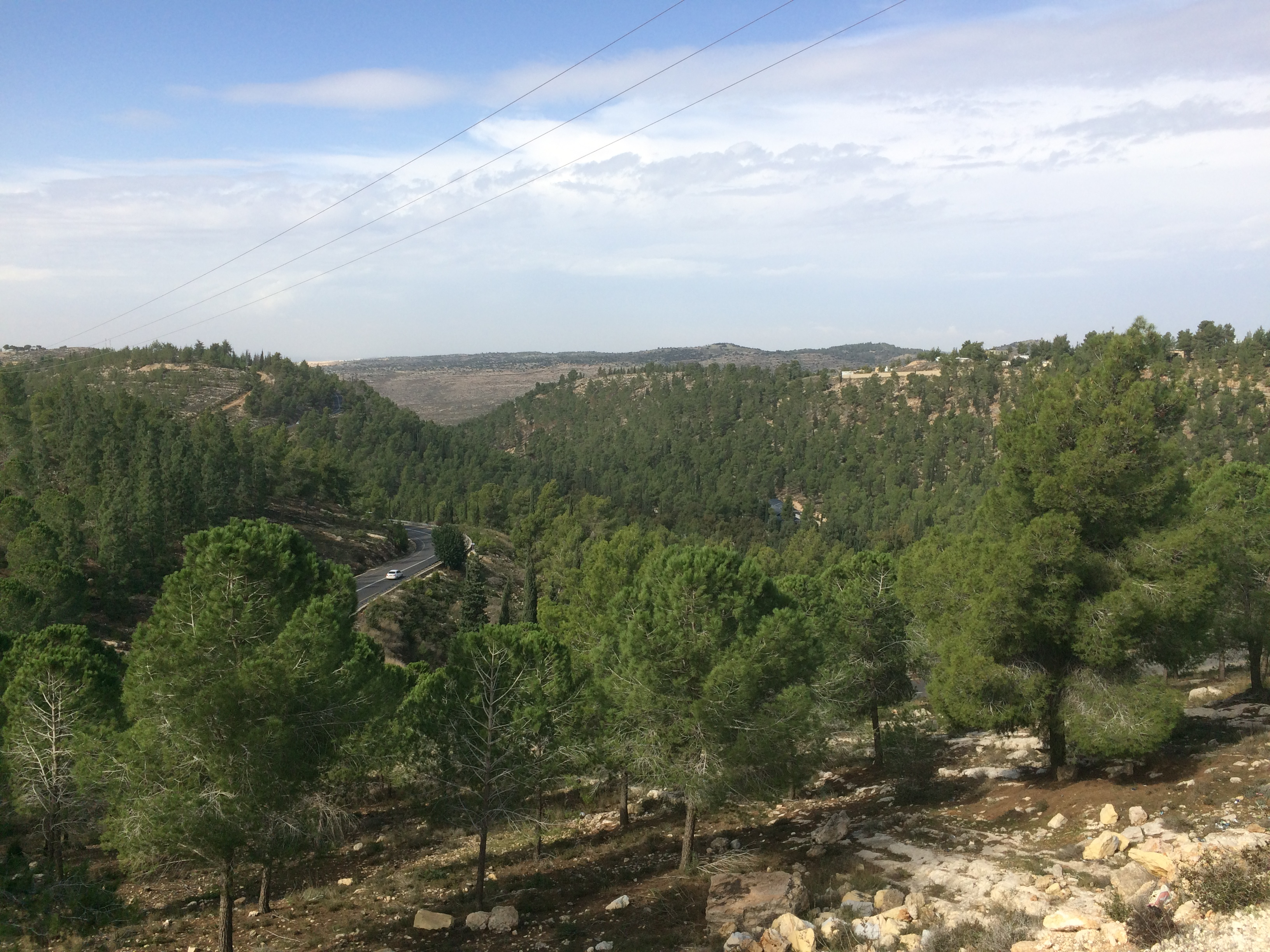
عکسی از شهرک گواعوت

گواعوت (به لاتین: Gevaot) یک شهرک یهودی نشین در کرانه باختری رود اردن است که در فلسطین اشغالی واقع شده‌است.
این شهرک، همانند تمامی شهرکهای اسرائیل در کرانه غربی رود اردن، از نظر قانون بین المللی غیر قانونی تلقی می شوند. قانون بین المللی عنوان می کند که در اراضی تحت سلطه نظامی، قدرت اشغالگر اجازه انتقال جمعیت از اراضی خود به این اراضی را ندارد. کرانه غربی، شامل بیت المقدس شرقی، به علاوه نوار غزه، اراضی اشغالی تلقی می شوند.